# Loved Me Back to Life
Loved Me Back to Life è l'undicesimo album in studio in lingua inglese della cantante canadese Céline Dion, pubblicato da Sony Music Entertainment il 5 novembre 2013. L'album è stato anticipato dal singolo omonimo, Loved Me Back to Life, uscito il 3 settembre 2013. Loved Me Back to Life è il primo album in studio in lingua inglese della Dion dall'album Taking Chances del 2007. Il disco è stato prodotto da Emanuel Kiriakou, Babyface, Tricky Stewart, Aaron Pearce, Kuk Harrell, Eg White, Play Production, Ne-Yo e Walter Afanasieff tra gli altri. L'album include due duetti: Incredibile con Ne-Yo e Overjoyed con Stevie Wonder. Loved Me Back to Life ha ottenuto recensioni positive da parte della critica e ha venduto oltre 1,5 milioni di copie in tutto il mondo.

## Antefatti
Nel giugno 2012, il sito web ufficiale di Céline Dion annuncia che durante aprile e maggio, la cantante ha iniziato a registrare nuove canzoni per i suoi prossimi album in inglese e francese che sarebbero stati rilasciati nell'autunno del 2012. L'album inglese doveva presentare versioni in studio di brani inediti dello spettacolo di Las Vegas della cantante, Celine, oltre a diversi brani nuovi di zecca. Nell'agosto 2012, il celinedion.com conferma la presenza nell'album inglese, della cover di Open Arms di Journey, che apre lo show di Las Vegas della Dion. Nel settembre 2012 fu anche rivelato che Ne me quitte pas sarebbe stato inserito nell'album inglese. Alla fine, Ne me quitte pas fu pubblicato nell'edizione deluxe di Sans attendre mentre Open Arms fu incluso solo nell'edizione giapponese dell'album inglese. Le Journal de Montréal dichiarò che l'album inglese avrebbe contenuto anche alcune canzoni scritte da Eg White, collaboratore di Adele negli album 19 e 21, brani prodotti da Babyface e un duetto con Stevie Wonder in Overjoyed, canzone che la Dion cantò durante il suo show a Las Vegas. Nel marzo 2013, Ne-Yo confermò la notizia di una collaborazione tra lui e la Dion, apparsa sul sito ufficiale della cantante nel settembre 2012.. Ne-Yo disse che questa collaborazione sarebbe stata una sfida per la sua abilità vocale sulla quale dubitava. I due artisti avevano già collaborato nell'album Taking Chances nel 2007, per la co-scrittura e la co-produzione di I Got Nothin 'Left. Un altro nuovo brano scritto da Diane Warren, Unfinished Songs fu incluso nel film britannico-tedesco Una canzone per Marion. Tuttavia, quando la colonna sonora del film fu pubblicata nel febbraio 2013, non conteneva la canzone della Dion che è stata salvata per il prossimo album. La sessione di registrazione di Unfinished Songs è stata pubblicata sul sito web di Céline Dion a luglio 2013.
Il 14 settembre 2012, il celinedion.com annuncia che il nuovo album inglese della Dion si sarebbe intitolato Water and a Flame e sarebbe stato distribuito a novembre 2012. Tuttavia, il 26 settembre 2012, la Sony Music Entertainment decise di posticipare la data di uscita del nuovo album in lingua inglese al 2013. Nel marzo 2013, René Angélil spiegò la posticipazione dell'uscita dell'album avvenuta a causa del cambiamento del concetto del disco. All'inizio fu previsto che il disco dovesse contenere lo stesso numero di inediti delle cover poi fu deciso che la maggior parte dell'album dovesse essere composto da brani originali. Angélil affermò che inizialmente l'album doveva avere sei cover e sei inediti. Dopo un'ulteriore discussione, i fautori del disco decisero di mettere due cover attuate nello show di Las Vegas di Céline Dion: At Seventeen e Overjoyed. Il 28 aprile 2013 sul sito web della Dion fu pubblicata la sessione di registrazione del brano At Seventeen, con Babyface che lo produce. Overjoyed, con un nuovo arrangiamento di Stevie Wonder, è stato coprodotto da Tricky Stewart. Nell'aprile 2013, il celinedion.com mostra una parte della sessione di registrazione del brano Water and a Flame con la cantante e il produttore Eg White. Il resto dell'album doveva contenere canzoni originali, tra cui due co-scritte da Audra Mae, la pronipote di Judy Garland. Il rilascio dell'album era previsto ad ottobre 2013. Nel luglio 2013 fu annunciato che il titolo del nuovo lavoro di Céline Dion, Loved Me Back to Life. La Dion eseguì la canzone dal vivo per la prima volta durante il concerto di Céline ... une seule fois a Québec City il 27 luglio 2013 e due giorni dopo fu annunciata la data di pubblicazione dell'album prevista per novembre 2013.

## Contenuti
Il 29 agosto 2013, Billboard annunciò in esclusiva che il nuovo album di Céline Dion, Loved Me Back to Life sarebbe stato distribuito in Nord America il 5 novembre 2013 e che il singolo omonimo sarebbe uscito il 3 settembre 2013. Billboard scrisse che l'album è il disco più "degno della Dion fino ad oggi - non proprio nei modi in cui si potrebbe pensare... Ad esempio, Water and a Flame, originariamente registrato da Daniel Merriweather e Adele, trova la Dion che utilizza il registro più basso e più granuloso della sua voce... Ancora più inaspettato è il singolo apripista, Loved Me Back to Life, la title track dell'album scritta da Sia Furler e prodotta da Sham and Motesart... Cantata in una tonalità minore, la canzone è un diverso tipo di power ballad per la Dion, supportato da un coro che presenta un beat drop che potrebbe quasi essere descritto come dubstep... Il nuovo album include anche un paio di canzoni scritte da Ne-Yo, incluso il duetto Incredibile, che sembra così massiccio che il Comitato Olimpico dovrebbe iniziare a segnalarlo per i Giochi invernali del 2014. Ci sono anche collaborazioni con Babyface, Tricky Stewart e il trio svedese Play Production, l'ultimo dei quali ha prodotto Somebody Loves Somebody, scritto da Audra Mae (che ha anche scritto canzoni per l'album di Avicii, True). Loved Me Back to Life include anche due cover: At Seventeen di Janis Ian, e una riverente interpretazione di Overjoyed, che funge anche da duetto con Stevie Wonder stesso." Tuttavia, l'edizione deluxe include altre due canzoni con la quale Céline si esibisce a Las Vegas, How Do You Keep the Music Playing? e Lullabye (Goodnight, My Angel), oltre a quattro cartoline da collezione. Loved Me Back to Life presenta anche Unfinished Songs scritta da Diane Warren per il film Una canzone per Marion. L'album è stato anche pubblicato su LP in vinile e include Save Your Soul con un interludio rap di Malcolm David Kelley di MKTO. Il disco in vinile da 180 grammi comprende un opuscolo di otto pagine con foto e immagini esclusive e anche un CD dell'album completo. Open Arms, che è incluso solo nell'edizione giapponese, è stato prodotto da Fraser T Smith, co-autore e produttore di Set Fire to the Rain di Adele. L'album contiene anche Breakaway scritto da Audra Mae, Johan Fransson, Tim Larsson e Tobias Lundgre, e precedentemente registrato dalla cantante tedesca Ivy Quainoo per il suo album del 2012, Ivy. Il 29 ottobre 2013, Billboard pubblica un altro articolo in cui si afferma che Always Be Your Girl è stata la prima canzone originale trovata per l'album. Il brano è stato scritto da Dana Parish e Andrew Hollander dopo aver visto il documentario della Dion del 2011, 3 Boys and a New Show su OWN. La Dion sostiene di avere una connessione speciale con la canzone perché mentre ascolta i testi pensa ai suoi figli.

## Singoli
Il primo singolo, Loved Me Back to Life è stato pubblicato il 3 settembre 2013. Negli Stati Uniti, ha debuttato alla numero ventisei nell'Adult Contemporary Chart di Billboard diventando la quarantesima entrata della Dion nella classifica. Loved Me Back to Life ha raggiunto la posizione numero ventiquattro della classifica Adult Contemporary nella terza settimana. La canzone ha venduto 23 000 download nella prima settimana, consentendo il suo debutto sulla Pop Digital Songs alla numero diciannove e su Hot Digital Songs alla numero sessantatré. Ha anche raggiunto la terza posizione della Hot Dance Club Songs. In Canada, Loved Me Back to Life ha fatto il suo debutto con Hot Shot nella Billboard Canadian Hot 100, raggiungendo la numero 26. Questo è diventato il miglior debutto della Dion in classifica e il suo secondo miglior picco nella lista, solo dietro a Taking Chances del 2007. Nel Regno Unito, Loved Me Back to Life raggiunse la quattordicesima posizione diventando il più grande singolo della Dion dopo il successo di A New Day Has Come che arrivò alla numero sette nel 2002.
Breakaway è stato pubblicato come secondo singolo promozionale nel Regno Unito il 5 dicembre 2013 e in Francia il 22 gennaio 2014.
Il 14 febbraio 2014, Incredible (duetto con Ne-Yo) è stato pubblicato digitalmente come secondo singolo nella maggior parte dei paesi europei (eccetto Francia e Regno Unito), in Australia e Nuova Zelanda. La canzone è stata inoltre inviata alle stazioni radio di genere adult contemporary negli Stati Uniti il 24 febbraio 2014, dove ha raggiunto la posizione numero venticinque. Sulla Canadian Hot 100, Incredible raggiunse la numero quarantaquattro. Il video musicale del singolo è stato presentato per la prima volta il 4 giugno 2014.
Sebbene fu impostato per l'uscita commerciale nel Regno Unito, il 24 marzo 2014 esce Water and a Flame come terzo singolo disponibile solo per la radio.

## Promozione
Dopo una piccola promozione del primo singolo Loved Me Back to Life negli Stati Uniti nel settembre 2013, il 17 ottobre 2013 fu presentata in anteprima un'altra traccia, Somebody Loves Somebody. L'audio ufficiale di questo brano è stato pubblicato sul canale Vevo della Dion il 22 ottobre 2013. Il 29 ottobre 2013 viene pubblicato anche l'audio ufficiale di Incredible (duetto con Ne-Yo). Il 5 novembre 2013, su Vevo sono state caricate altre due tracce: Water and a Flame e At Seventeen. Il 3 dicembre 2013 è stato aggiunto anche l'audio di Breakaway. Alcuni video di realizzazione delle canzoni sono stati pubblicati anche su Vevo.
La Dion ha iniziato a promuovere il suo album negli Stati Uniti il 28 ottobre 2013, quando si esibisce con Somebody Loves Somebody e Water and a Flame a The Today Show e Loved Me Back to Life al Late Night with Jimmy Fallon. La cantante ha eseguito Loved Me Back to Life in The View il 30 ottobre 2013. Inoltre, il 29 ottobre 2013 la Dion ha tenuto una performance intima al club Edison Ballroom di New York City, trasmesso il 1º novembre 2013 su QVC. Ha eseguito i suoi vecchi successi e alcune nuove canzoni, tra cui Loved Me Back to Life, Water and a Flame e At Seventeen; il concerto ha ricevuto ottime recensioni. Il 6 novembre 2013, Céline esegue Somebody Loves Somebody su The Dr Oz Show. In Canada, ha cantato Loved Me Back to Life e Incredible con Ne-Yo su Le Banquier il 3 novembre 2013.
In Europa, Céline Dion si esibisce in Loved Me Back to Life su Wetten, dass..? in Germania il 9 novembre 2013 e a The X Factor nel Regno Unito il 10 novembre 2013. Ha anche registrato una performance di Breakaway per un altro programma del Regno Unito, Strictly Come Dancing, trasmesso il 15 dicembre 2013. La Dion ha anche eseguito Loved Me Back to Life, At Seventeen e i suoi vecchi successi su C'est votre vie in Francia il 16 novembre 2013. Ha anche cantato Loved Me Back to Life e Water and a Flame durante il suo Sans attendre Tour, iniziato in Belgio il 21 novembre 2013. Più tardi in Francia, Céline Dion ha interpretato Loved Me Back to Life su Les chansons d'abord il 1º dicembre 2013, Vivement Dimanche l'8 dicembre 2013, Les disques d'Or il 18 dicembre 2013 e Ce soir on chante il 3 gennaio 2014. Inoltre, il suo concerto, Céline ... une seule fois è stato trasmesso su tre canali europei: RTS Deux in Svizzera il 24 dicembre 2013, D8 in Francia il 25 dicembre 2013 e La Une in Belgio il 31 dicembre 2013.
La Dion torna negli Stati Uniti a metà dicembre 2013 e canta Incredible con Ne-Yo alla finale di The Voice il 17 dicembre 2013. Il giorno seguente, canta Loved Me Back to Life, Incredible con Ne-Yo e Did not Know Love durante il 15º anniversario dello speciale televisivo A Home for the Holidays della CBS che celebra la gioia dell'adozione condividendo storie di adozione e di affidamento per sensibilizzare la causa. Il 30 dicembre 2013, la Dion torna a esibirsi nel suo show-residency Celine a Las Vegas e registra Loved Me Back to Life per il ET Canada's New Year's Eve at Niagara Falls trasmesso sul canale canadese Global Television Network. Il 31 dicembre 2013, Ne-Yo fa una sorpresa a Céline quando si presenta per esibirsi in Incredibile durante la performance di Capodanno del suo show di Las Vegas.

## Recensioni da parte della critica
| Recensione         | Giudizio |
| ------------------ | -------- |
| AllMusic           |          |
| Daily News         | [ 68 ]   |
| Slant Magazine     |          |
| The Boston Globe   | Vario    |
| The New York Times | Positivo |
| USA Today          |          |
| The Gazette        | [ 69 ]   |
| The Guardian       | [ 70 ]   |
| Daily Express      | [ 71 ]   |

Loved Me Back to Life ha ottenuto recensioni positive dai critici musicali. Secondo l'aggregatore di recensioni musicali Metacritic, l'album ottiene un punteggio di 65/100, indicando recensioni generalmente favorevoli. AllMusic ha dato all'album tre stelle e mezzo su cinque e lo ha definito "un disco che flirta con nuove idee ma non si collega mai. Eppure, quel flirt conta qualcosa: significa che l'album è più vivace, meno consapevole di sé, meno grato per l'atteso, e abbastanza veloce da non sembrare impantanato nello sfarzo dello show biz." Stephen Thomas Erlewine ha osservato che "non c'è nulla qui che urli un grande successo - ma è qualcosa di meglio: il lavoro di una diva che si sente a suo agio nella propria pelle". In una recensione positiva, il critico del New York Times, Jon Caramanica ha prima notato le solite inclinazioni musicali della Dion verso il melodramma e la bomba, notando che "Lei è l'iceberg che distrugge tutti i Titanic. Che lei si sia presa la briga di innovare sul forte Loved Me Back to Life, il suo primo album in inglese in sei anni, è degno di per sé. Rispetto alla sua solita ballata a motore, questo album è decisamente vivace. Puoi solo registrare il debole contorno dell'r&b contemporaneo e persino dell'hip-hop, grazie a un paio di produzioni di Tricky Stewart. (Nella versione in vinile del brano Save Your Soul, c'è un interludio rap di Malcolm David Kelley, in ritardo di Lost e ora del duo pop-hip-hop MKTO.) C'è anche un implicito abbraccio dell'attuale dance-pop sulla title track, che è stata scritta in parte da Sia, la cantautrice e autrice australiana il cui Titanium (realizzato con il produttore David Guetta) è stato uno dei successi dance-diva più ambiziosi dell'anno scorso." Caramanica si è complimentata anche con il miglioramento delle pubblicazioni di Dion: "In questo album canta con più ritmo, se non più chiarezza del solito." Una recensione insolitamente favorevole viene dalla rivista musicale Rolling Stone (dell'editore Dave Dimartino di Yahoo! Music):"questo nuovo album di Céline è una cosa maledettamente bella e raffinata, esattamente quello che vorresti pubblicare quando sarai famoso come il touring artist con il maggiore incasso nel mondo dal 2010 al 2010, e un solido ascolto attraverso e attraverso!"
Elysa Gardner di USA Today ha dato all'album tre stelle su quattro, riconoscendo l'uso di Dion di "voce più dolce e grintosa e dramma più sfumato rispetto alle precedenti power ballad". Gardner ha anche osservato: "Una Céline Dion più sottile e più sommessa può essere interessante in teoria, ma le tonalità luminose si adattano ancora meglio a questa diva." Il critico di Oakland Press, Gary Graff, ha dato all'album tre stelle su quattro, affermando che "trova una Dion creativamente vivace ed esplora nuovi ambienti sonori per la voce muscolare che ha aiutato ad affondare il Titanic, almeno sul film - con l'aiuto di produttori come Hasham Hussain, Emanuel Kiriakou e il team svedese Play Production. L'approccio più contemporaneo è evidente dall'avvio della title track scritta da Sia Fuller, con il suo gancio vocale balbettante e i ritmi in stile dubstep, che non suonerebbero fuori luogo, ad esempio, in un album di Rihanna." Graff ha concluso: "Non si tratta di una reinvenzione totale, ma Loved Me Back to Life farà in modo che i fan guardino alla Dion in un modo un po' diverso, e potrebbe anche portare alcune persone nuove in disparte".
Slant Magazine ha dato a Loved Me Back to Life una recensione più varia. Nonostante l'album abbia ottenuto un punteggio apparentemente positivo di tre su cinque, il critico Eric Henderson ha scoperto che il passaggio a materiale più contemporaneo non è convincente, osservando che "Dion ha sempre inseguito gli elementi più fuori moda di qualsiasi cosa sia attualmente in voga, e quell'intrinseca raffinatezza è una delle cose che l'ha resa così accattivante. Se Chaka Khan era ogni donna, Dion è e sarà sempre ogni maldestra mamma di calcio. Solo ora, ha preso il suo CD-R di musica celtica pop dallo stereo SUV e sta urtando un mix di ballate neo-power midtempo di artisti come Ke$ha e Katy Perry. Tipico delle madri che lottano per adattarsi alla prossima generazione, l'intenzione principale di Loved Me Back to Life è di passare per il contemporaneo." In una nota positiva, Henderson ha opinato che l'album funzioni quando la Dion si attiene al suo stile inconfondibile: "In questo contesto, la cover di Dion di Janis Ian, "At Seventeen", si dilegua meno come un lamento per i sogni d'infanzia che non si sono avverati e più come un appassionato consiglio di qualcuno da abbastanza vecchio per sapere meglio, che è proprio il zona in cui l'album eccelle: quando Dion lascia cadere l'atto e abbraccia il suo maniaco, guru brand-card di marca di schmaltz." Steve Morse di The Boston Globe ha liquidato l'album come "disseminato di ballate sciroppose, facili da ascoltare, trilingue-liriche che sottendono il suo talento". Simile alla recensione del critico Eric Henderson, Morse ha sostenuto che la Dion è al suo meglio quando ritorna alla sua vecchia formula, affermando: "Sperimenta a volte con una voce più seria, suggerendo un'offerta per un maggiore appeal da strada, ma l'effetto complessivo è rigido e meccanico, meno il calore per il quale è conosciuta." RenownedForSound.com ha elogiato l'album, dando alla collezione una recensione a quattro stelle che diceva "Va a dimostrare che Céline Dion ha rilasciato qualcosa di delizioso per vecchi e nuovi fan, con un mix di canzoni che hanno sia un focus Pop/R&B che le sue radici adult contemporary-pop".

## Successo commerciale
Nella nativa Canada della Dion, Loved Me Back to Life debutta alla numero uno con 106 000 copie vendute, diventando il suo tredicesimo album numero uno nell'era Nielsen SoundScan e l'undicesimo album entrato direttamente al numero in classifica. Loved Me Back to Life segna il miglior risultato di vendite di una settimana per ogni uscita in Canada dal 2008, quando Black Ice degli AC/DC vendette 119 000 copie. È anche diventato il miglior risultato di vendite per una settimana della Dion da quando vendette 152 000 copie nella prima settimana di uscita di A New Day Has Come del 2002. Nella sua seconda settimana, l'album rimae in prima posizione, vendendo 31 000 copie. Dopo solo due settimane, Loved Me Back to Life scende alla numero nove della classifica Billboard Year-End della Top Canadian Albums. Nelle successive tre settimane, occupa la posizione numero due della classifica vendendo rispettivamente 15 000, 19 000 e ancora 19 000 copie. Più tardi, Loved Me Back to Life scende in sesta posizione vendendo 13 000 copie e nella settima settimana sale alla numero quattro vendendo altre 19 000 copie. Nell'ultima settimana del 2013, l'album riscende alla numero sei con vendite di 10 000 unità, portando le vendite totali a 231 000 copie. Loved Me Back to Life diventa il secondo album più venduto in Canada nel 2013 dopo The Marshall Mathers LP 2 di Eminem, il quale vendette 242 000 copie. Nel dicembre 2013, l'album di Céline Dion è certificato quattro volte disco di platino da Music Canada per la vendita di 320 000 copie.
Negli Stati Uniti, Loved Me Back To Life debutta alla numero due con 77 000 copie vendute nella sua prima settimana e diventa il più importante album della Dion dal momento che anche One Heart debuttò alla numero due nel 2003. Nelle due settimane successive, Loved Me Back to Life scende alle posizioni tredici e ventisei, vendendo rispettivamente 25 000 e 13 000 copie. Nella quarta settimana, l'album sale in venticinquesima posizione vendendo 30 000 copie. Più tardi, l'album passa alla posizione numero trentacinque con vendite di 16 000 unità e poi alla numero trentotto con vendite di altre 16 000 copie. Nella sua settima settimana, grazie alla performance della Dion nel gran finale di The Voice e allo speciale televisivo del quindicesimo anniversario di A Home for the Holidays della CBS, l'album risale alla numero ventisei con 28 000 unità vendute. Nell'ultima settimana del 2013, Loved Me Back to Life scese in trentunesima posizione vendendo 19 000 copie e portando il totale delle vendite a 224 000 copie vendute. A giugno 2014, l'album vende 300 000 copie negli Stati Uniti.
Nel Regno Unito, Loved Me Back to Life debutta alla numero tre con 53 000 copie vendute. Il 22 novembre 2013, Loved Me Back to Life è certificato disco d'argento nel Regno Unito per aver venduto oltre 60 000 copie. Nella seconda settimana, l'album scende alla numero quattro vendendo 28 000 copie e nella terza settimana scivola alla numero otto con vendite di altre 28 000 copie. Dopo queste tre settimane, il 6 dicembre 2013 l'album è stato certificato disco d'oro nel Regno Unito per la vendita di oltre 100 000 copie. Nelle due settimane successive, Loved Me Back to Life rimane in ottava posizione vendendo rispettivamente 34 000 e 44 000 copie. Nella sesta settimana, dopo la performance della Dion su Strictly Come Dancing, l'album balza alla numero sette vendendo 64 000 copie (le maggiori vendite settimanali, in aumento del 45%). Nella settimana successiva, Loved Me Back to Life scende in tredicesima posizione, vendendo 33 000 copie e portando le vendite totali a 283 000 copie. Dopo queste sette settimane nel 2013, l'album raggiunge la numero ventitré nella classifica degli album di fine anno del Regno Unito. A partire dal 2 febbraio 2014, l'album ha venduto oltre 300 000 copie e cinque giorni dopo è stato certificato disco di platino nel Regno Unito. In totale, l'album ha venduto 350 000 unità nel Regno Unito (a giugno 2014).
In Francia, Loved Me Back to Life entra in classifica alla numero tre vendendo 31 000 copie. Nelle settimane successive occupa le seguenti posizioni: numero cinque (17 000 copie vendute), numero sei (19 000), numero sette (17 000), numero dieci (20 000) e numero undici (24 000). Nella settima settimana, l'album balza alla numero dieci con le sue maggiori vendite settimanali di 34 000 copie (+ 40%). Nell'ultima settimana del 2013, l'album sale alla numero nove vendendo 25 000 copie e portando le vendite totali a 186 000 copie. Il 18 dicembre 2013, Loved Me Back to Life è stato certificato due volte disco di platino dalla SNEP per la vendita di 200 000 copie. A partire dal 1º giugno 2014, ha venduto oltre 215 000 copie in Francia.
L'album ha avuto un successo simile in altri paesi, con il picco al numero uno nei Paesi Bassi, il numero due in Belgio e Taiwan, il numero tre in Svizzera, Irlanda e Sudafrica, il numero quattro in Austria, Ungheria e Cina, il numero sette in Norvegia, il numero otto in Repubblica Ceca e Corea del Sud, numero nove in Germania, Australia e Croazia, e numero dieci in Nuova Zelanda. Ha anche raggiunto la top 20 in Danimarca, Italia, Polonia, Spagna, Portogallo, Grecia, Svezia, Croazia e Finlandia. Loved Me Back to Life è stato anche certificato disco d'oro in Belgio, Svizzera, Polonia, Ungheria e Sud Africa e ha venduto 1,5 milioni di copie in tutto il mondo.

## Riconoscimenti
Grazie a Loved Me Back to Life, Céline Dion fu candidata in quattro categorie ai Juno Award del 2014: Artista dell'Anno, Fan Choice Award, Album dell'Anno e Album Adult Contemporary dell'Anno. La Dion è stata anche candidata per sei World Music Award 2014, tra cui Miglior artista femminile al mondo, Miglior album del mondo (Loved Me Back to Life) e Migliore canzone del mondo (Incredible). Nel 2014 è stata nominata anche per due Félix Award: Album anglofono dell'anno (Loved Me Back to Life) e Artista québecchese dell'anno che ha mostrato di più in Québec.

## Controversie
Loved Me Back to Life doveva essere intitolato Water and a Flame, nome della stessa traccia dell'album, scritta dal cantautore australiano Daniel Merriweather insieme al musicista britannico Eg White, e prima interpretato da Merriweather e Adele. In un'intervista di aprile 2013 a The Katie Couric Show per promuovere l'album, la Dion eseguì una registrazione di Water and a Flame. Proprio prima di sentire la canzone, Katie Couric domandò alla cantante e a suo marito René Angelil, in riferimento al titolo dell'album, da dove provenisse il nome Water and a Flame e Angélil rispose che indicava degli opposti, mentre la Dion disse che si trattava semplicemente del nome della canzone. La musicista Samantha Ronson, amica di Merriweather, scrisse un post sul blog che includeva il video dell'intervista e il testo: "Cara Céline Dion, quando si fa una cover di una canzone di qualcun altro potresti dar loro il credito". Nel giugno 2013, Merriweather linka il post di Ronson dalla sua pagina Facebook e critica duramente la Dion, scrivendo: "Questa canzone ha ogni grammo del mio tormento e dolore e fai finta di averla scritta tu da sola." Due giorni dopo, la direzione della Dion risponde sul sito web della cantante, dicendo che la Dion spesso non menziona gli autori delle sue canzoni: "lei è stata molto esplicita sul fatto che non scrive le sue canzoni" e che non aveva intenzione di danneggiare l'omissione e che tutti gli scrittori e produttori vengono sempre accreditati nelle note di copertina. Il 25 luglio 2013, il suo sito web conferma che l'album è stato re-intitolato in Loved Me Back to Life.

## Tracce

### Loved Me Back to Life
1. Loved Me Back to Life – 3:50 (Sia Furler, Hasham Hussain, Denarius Motes)
2. Somebody Loves Somebody – 3:42 (Johan Fransson, Tim Larsson, Tobias Lundgren, Audra Mae)
3. Incredible (feat. Ne-Yo) – 3:56 (Andrew Goldstein, Emanuel "Eman" Kiriakou, Shaffer Smith)
4. Water and a Flame – 3:42 (Francis "Eg" White, Daniel Merriweather)
5. Breakaway – 4:38 (Fransson, Larsson, Lundgren, Mae)
6. Save Your Soul – 3:48 (Daniel Murcia)
7. Didn't Know Love – 3:36 (White, Jessi Alexander, Tommy Lee James)
8. Thank You – 3:59 (S. Smith)
9. Overjoyed (feat. Stevie Wonder) – 4:04 (Stevie Wonder)
10. Thankful – 3:56 (Dana Parish, Andrew Hollander)
11. At Seventeen – 4:29 (Janis Ian)
12. Always Be Your Girl – 4:14 (Parish, Hollander)
13. Unfinished Songs – 3:39 (Diane Warren)

### Deluxe edition bonus tracks
1. How Do You Keep the Music Playing – 4:21 (Alan Bergman, Marilyn Bergman, Michel Legrand)
2. Lullabye (Goodnight, My Angel) – 4:18 (Billy Joel)

### Japanese edition bonus track
1. Open Arms – 3:08 (Steve Perry, Jonathan Cain)

### US QVC bonus CD
1. The Power of Love – 5:42 (Gunther Mende, Candy DeRouge, Jennifer Rush, Mary Susan Applegate)
2. It's All Coming Back to Me Now – 7:38 (Jim Steinman)
3. Because You Loved Me – 4:33 (Warren)
4. All by Myself – 5:09 (Eric Carmen, Sergei Rachmaninoff)
5. Loved Me Back to Life (Dave Audé Radio Mix) – 4:16 (Hussain, Motes, Furler)

## Classifiche

### Classifiche settimanali
| Classifica (2013)       | Posizione massima |
| ----------------------- | ----------------- |
| Australia               | 9                 |
| Austria                 | 4                 |
| Belgio Fiandre          | 2                 |
| Belgio Vallonia         | 2                 |
| Canada                  | 1                 |
| Corea del Sud           | 8                 |
| Croazia                 | 13                |
| Danimarca               | 11                |
| Finlandia               | 16                |
| Francia                 | 3                 |
| Germania                | 9                 |
| Giappone                | 34                |
| Grecia                  | 12                |
| Italia                  | 11                |
| Irlanda                 | 3                 |
| Messico                 | 59                |
| Norvegia                | 7                 |
| Nuova Zelanda           | 10                |
| Paesi Bassi             | 1                 |
| Polonia                 | 11                |
| Portogallo              | 12                |
| Sudafrica               | 3                 |
| Regno Unito             | 3                 |
| Repubblica Ceca         | 8                 |
| Spagna                  | 12                |
| Stati Uniti             | 2                 |
| Svezia                  | 13                |
| Svizzera                | 3                 |
| Taiwan (Internazionale) | 2                 |
| Ungheria                | 4                 |

### Classifiche di fine anno
| Classifica (2013) | Posizione |
| ----------------- | --------- |
| Belgio (Fiandre)  | 42        |
| Belgio (Vallonia) | 19        |
| Canada            | 9         |
| Paesi Bassi       | 60        |
| Regno Unito       | 23        |
| Svizzera          | 58        |
| Ungheria          | 45        |

## Pubblicazione
| Paese                                                                           | Data             | Etichetta | Formato         | Catalogo                                                             |
| ------------------------------------------------------------------------------- | ---------------- | --------- | --------------- | -------------------------------------------------------------------- |
| Austria, Finlandia, Germania, Norvegia, Paesi Bassi, Svizzera, Turchia, Messico | 1º novembre 2013 | Columbia  | CD, digital, LP | 88697137152 (CD standard), 88883788312 (CD deluxe), 88697137151 (LP) |
| Belgio                                                                          | 2 novembre 2013  | Columbia  | CD, digital, LP | 88697137152 (CD standard), 88883788312 (CD deluxe), 88697137151 (LP) |
| Danimarca, Francia, Grecia, Hong Kong, Polonia, Sudafrica, Ungheria             | 4 novembre 2013  | Columbia  | CD, digital, LP | 88697137152 (CD standard), 88883788312 (CD deluxe), 88697137151 (LP) |
| Brasile, Canada, Italia, Spagna, Singapore, Taiwan, Stati Uniti                 | 5 novembre 2013  | Columbia  | CD, digital, LP | 88697137152 (CD standard), 88883788312 (CD deluxe), 88697137151 (LP) |
| Svezia, Thailandia                                                              | 6 novembre 2013  | Columbia  | CD, digital, LP | 88697137152 (CD standard), 88883788312 (CD deluxe), 88697137151 (LP) |
| Malaysia                                                                        | 7 novembre 2013  | Columbia  | CD, digital, LP | 88697137152 (CD standard), 88883788312 (CD deluxe), 88697137151 (LP) |
| Australia, Irlanda, Filippine                                                   | 8 novembre 2013  | Columbia  | CD, digital, LP | 88697137152 (CD standard), 88883788312 (CD deluxe), 88697137151 (LP) |
| Regno Unito                                                                     | 11 novembre 2013 | Columbia  | CD, digital, LP | 88697137152 (CD standard), 88883788312 (CD deluxe), 88697137151 (LP) |
| Giappone                                                                        | 4 dicembre 2013  | Columbia  | CD, digital, LP | SICP3912                                                             |